# Исус на съд пред Синедриона
Исус на съд пред Синедриона е част от живота на основателя на християнството Иисус Христос, описан в Новия Завет. Той се случва след арестуването на Христос в Йерусалим и преди изправянето му пред съда на Пилат Понтийски. Той отказва да отрече, че е Син Божий, и Синедрионът го изпраща на съд при Пилат, заради твърденията му, че е „цар на юдеите“.